# Liubîstok, Katerînopil
Liubîstok (în ucraineană Любисток) este un sat în comuna Mokra Kalîhirka din raionul Katerînopil, regiunea Cerkasî, Ucraina.

## Demografie
Componența lingvistică a localității Liubîstok
     Ucraineană (98%)
     Alte limbi (2,01%)
Conform recensământului din 2001, majoritatea populației localității Liubîstok era vorbitoare de ucraineană (98%), existând în minoritate și vorbitori de alte limbi.